# Glasbrukssjön
Glasbrukssjön är en sjö i Nacka kommun i Uppland och ingår i Norrström-Tyresåns kustområde. Sjön är 13,1 meter djup, har en yta på 0,0681 kvadratkilometer och är belägen 15,4 meter över havet.

## Delavrinningsområde
Glasbrukssjön ingår i det delavrinningsområde (658279-164262) som SMHI kallar för Rinner till Askrikefjärden. Medelhöjden är 26 meter över havet och ytan är 32,11 kvadratkilometer. Det finns inga avrinningsområden uppströms utan avrinningsområdet är högsta punkten. Avrinningsområdets utflöde mynnar i havet, utan att ha någon enskild mynningsplats.